# ريدوکس (نظام تشغيل)
ريدوكس (بالإنجليزية: Redox)‏ هو نظام تشغيل نواة دقيقة شبيه يونكس ومكتوب بلغة البرمجة رست، والتي تركز على الأمان والاستقرار والأداء.

## التاريخ
تم إنشاء ريدوكس بواسطة جيريمي سولير وتم نشره لأول مرة في 20 أبريل 2015 على غيت هاب. اعتبارًا من يوليو 202، بلغ عدد المساهمين في ريدوكس 79 مساهمًا.

## التصميم
تم تصميم نظام التشغيل ريدوكس ليكون آمنًا. ينعكس هذا في قرارين للتصميم:
1. استخدام لغة البرمجة رست للتنفيذ.
2. باستخدام تصميم نواة دقيقة، على غرار مينيكس.

## تطبيقات رسومية
يدعم ريدوكس برامج واجهة المستخدم الرسومية، بما في ذلك:
- نيت سرف - متصفح ويب خفيف الوزن يستخدم محرك التخطيط الخاص به.
- الحاسبة - آلة حاسبة برمجية توفر وظائف مشابهة لبرنامج الحاسبة في ويندوز.
- المحرر - محرر نصوص بسيط ، مشابه لبرنامج المفكرة في ويندوز.
- متصفح الملفات - مدير الملفات الذي يعرض الرموز والأسماء والأحجام والتفاصيل الخاصة بالملفات؛ يستخدم الأمر مشغل لفتح الملفات عند النقر فوقها.
- عارض الصور - عارض صور لأنواع الملفات البسيطة.
- بيكسل كانون - عارض ثلاثي الأبعاد، يمكن استخدامه لقياس أداء سطح المكتب المداري.
- أوربتيرم - محاكي طرفي من نوع إيه إن إس أي.